# Centro Esportivo Olhodagüense
Centro Esportivo Olhodagüense, beter bekend onder de afkorting CEO is een Braziliaanse voetbalclub uit Olho d'Água das Flores, in de staat Alagoas.

## Geschiedenis
De club werd opgericht in 1953. In 2011 werd de club kampioen van de Campeonato Alagoano Segunda Divisão en promoveerde zo naar de hoogste klasse van het Campeonato Alagoano. In 2013 bereikte de club de halve finale om de titel en verloor daar van CRB. In 2015 volgde een degradatie, maar het volgende seizoen werd de club autoritair kampioen en keerde zo terug.

## Erelijst
- Campeonato Alagoano Segunda Divisão

2011, 2016